# Teleajen
La Teleajen est une rivière roumaine située dans le sud du pays, affluent de la rive gauche de la Prahova, en Valachie, dans le județ de Prahova.

## Géographie
La  Teleajen prend sa source dans les Monts Ciucaș, près du village de Cheia par l'union des chutes de la rivière Cheița et de la rivière Tâmpa. Elle s'écoule dans le sens nord-sud jusqu'au barrage de Măneciu puis vers la grande ville de Ploiești. Elle change alors de direction et s'incline vers le sud-est dans la plaine valaque avant de se jeter dans la Prahova, à la hauteur de Gherghița à 78 m d'altitude.
Elle traverse successivement la commune de Măneciu, la ville de Vălenii de Munte, Păulești, la ville de Boldești-Scăeni, Blejoi, la ville de Ploiești, chef-lieu du județ de Prahova, les communes de Râfov et Gherghița.

## Hydrographie
La  Teleajen est un affluent de la rive gauche de la Prahova.

## Aménagements
Dans la commune de Măneciu a été inauguré en 1984 un barrage en terre (hauteur : 75 m, longueur : 750 m) qui est utilisé pour l'alimentation en eau potable de la région, pour la fourniture d'électricité et pour l'irrigation. Ce barrage est à l'origine d'un lac de retenue de 60 MM m3 d'eau  et d'une superficie de 1,92 km2 qui est un des attraits touristiques de la contrée.